# Кубок Ирландии по футболу 2014
Кубок Ирландии по футболу 2014 года (англ. FAI Senior Challenge Cup 2014) — 91-й розыгрыш Кубка Ирландии по футболу.

## Второй раунд
| Дата     | Хозяева           | Счёт | Гости                |
| -------- | ----------------- | ---- | -------------------- |
| 1.6.2014 | Мейфилд Юнайтед   | 1:3  | Малахайд Юнайтед     |
| 1.6.2014 | Коллинстаун       | 0:2  | Авондейл Юнайтед     |
| 6.6.2014 | Белгроув          | 0:1  | Фин Харпс            |
| 6.6.2014 | Атлон Таун        | 0:2  | Лонгфорд Таун        |
| 6.6.2014 | Корк Сити         | 6:0  | Сент-Мочта           |
| 6.6.2014 | Дандолк           | 3:0  | Слайго Роверс        |
| 6.6.2014 | Сент-Патрикс СИФК | 0:3  | Сент-Патрикс Атлетик |
| 6.6.2014 | ЮКД               | 1:3  | Голуэй Юнайтед       |
| 6.6.2014 | Дроэда Юнайтед    | 4:2  | Кокхилл Селтик       |
| 6.6.2014 | Шелбурн           | 1:0  | Уотерфорд Юнайтед    |
| 6.6.2014 | Уэксфорд Ютс      | 1:0  | Брей Уондерерс       |
| 7.6.2014 | Шерифф ЮК         | 0:4  | Шемрок Роверс        |
| 7.6.2014 | Лимерик           | 1:2  | Богемианс            |
| 7.6.2014 | Ков Рамблерс      | 0:2  | Дерри Сити           |
| 8.6.2014 | Баллинанти Роверс | 2:1  | Феникс               |

| Первый матч | Переигровка | Хозяева | Счёт 1 матча | Счёт переигровки | Гости       |
| ----------- | ----------- | ------- | ------------ | ---------------- | ----------- |
| 8.6.2014    | 15.6.2014   | ЮКК     | 0:0          | 2:4              | Сент Майклз |

## 1/8 финала
| Дата      | Хозяева           | Счёт | Гости            |
| --------- | ----------------- | ---- | ---------------- |
| 22.8.2014 | Уэксфорд Ютс      | 1:2  | Фин Харпс        |
| 22.8.2014 | Дерри Сити        | 3:0  | Малахайд Юнайтед |
| 22.8.2014 | Дандолк           | 2:1  | Голуэй Юнайтед   |
| 22.8.2014 | Шемрок Роверс     | 3:0  | Лонгфорд Таун    |
| 23.8.2014 | Баллинанти Роверс | 0:4  | Дроэда Юнайтед   |

| Первый матч | Переигровка | Хозяева              | Счёт 1 матча | Счёт переигровки | Гости            |
| ----------- | ----------- | -------------------- | ------------ | ---------------- | ---------------- |
| 22.8.2014   | 25.8.2014   | Корк Сити            | 2:2          | 0:1              | Богемианс        |
| 22.8.2014   | 1.9.2014    | Сент-Патрикс Атлетик | 1:1          | 1:0              | Шелбурн          |
| 23.8.2014   | 30.8.2014   | Сент Майклз          | 0:0          | 0:2              | Авондейл Юнайтед |

## 1/4 финала
| Дата      | Хозяева              | Счёт | Гости     |
| --------- | -------------------- | ---- | --------- |
| 12.9.2014 | Сент-Патрикс Атлетик | 3:2  | Богемианс |

| Первый матч | Переигровка | Хозяева          | Счёт 1 матча | Счёт переигровки | Гости      |
| ----------- | ----------- | ---------------- | ------------ | ---------------- | ---------- |
| 12.9.2014   | 15.9.2014   | Дроэда Юнайтед   | 2:2          | 0:5              | Дерри Сити |
| 12.9.2014   | 15.9.2014   | Шемрок Роверс    | 0:0          | 2:1              | Дандолк    |
| 14.9.2014   | 17.9.2014   | Авондейл Юнайтед | 1:1          | 1:4              | Фин Харпс  |

## 1/2 финала
| Дата      | Хозяева              | Счёт | Гости     |
| --------- | -------------------- | ---- | --------- |
| 5.10.2014 | Сент-Патрикс Атлетик | 6:1  | Фин Харпс |

| Первый матч | Переигровка | Хозяева       | Счёт 1 матча | Счёт переигровки | Гости      |
| ----------- | ----------- | ------------- | ------------ | ---------------- | ---------- |
| 5.10.2014   | 7.10.2014   | Шемрок Роверс | 1:1          | 0:2              | Дерри Сити |

## Финал
| Дата      | Хозяева    | Счёт | Гости                |
| --------- | ---------- | ---- | -------------------- |
| 2.11.2014 | Дерри Сити | 0:2  | Сент-Патрикс Атлетик |

| Обладатель Кубка Ирландии 2014 |
| ------------------------------ |
| Сент-Патрикс Атлетик в 3-й раз |